# Ceratinella rotunda
Ceratinella rotunda is een spinnensoort in de taxonomische indeling van de hangmatspinnen (Linyphiidae).
Het dier behoort tot het geslacht Ceratinella. De wetenschappelijke naam van de soort werd voor het eerst geldig gepubliceerd in 1868 door Menge.